# Ohrana
Ohrana (en búlgaro: Охрана, "Protección"; en griego: Οχράνα) fue un destacamento colaboracionista armado organizado por las antiguas estructuras de la Organización Interna Revolucionaria de Macedonia (OIRM en castellano), compuestas por búlgaros en la Macedonia griega ocupada por los nazis durante la Segunda Guerra Mundial y dirigidas por oficiales del ejército búlgaro. Bulgaria estaba interesada en adquirir Tesalónica y Macedonia Occidental bajo la ocupación italiana y alemana y esperaba influir en la lealtad de los 80000 eslavos que vivían allí en ese momento. La aparición de partidarios griegos en esas áreas hizo que el Eje permitiera la formación de estos destacamentos de colaboración. Sin embargo, a fines de 1944, cuando el Eje parecía estar perdiendo la guerra, muchos colaboradores nazis eslavos, miembros de esta organización y voluntarios del regimiento VMRO se cambiaron de bando al unirse al recién fundado SNOF de corte comunista.La organización logró reclutar inicialmente de 1000 a 3000 eslavos armados que vivía en la parte occidental de Macedonia griega.

## Fondo

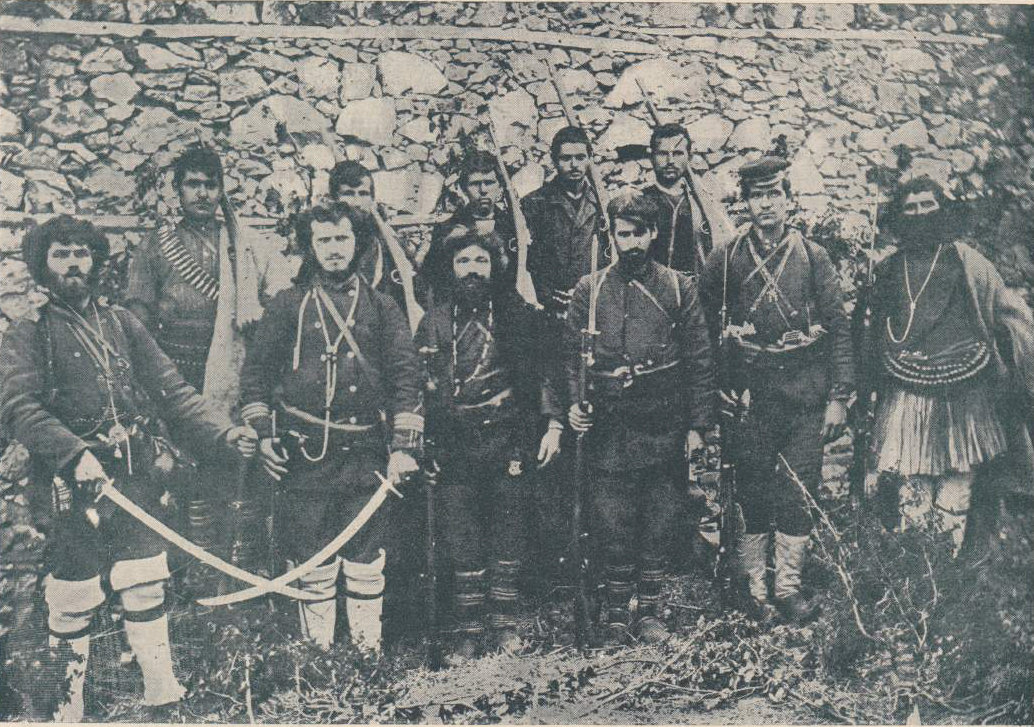
Revolucionarios de la OIRM en Flórina.

Las comunidades búlgaras habitaban partes del sur de Macedonia desde antes del los siglo XVI. La mayoría de los hablantes eslavos después de 1870 estaban bajo la influencia del Exarcado búlgaro y su sistema educativo, por lo que se consideraban búlgaros. Parte de éstos fueron influenciados por el Patriarcado Griego formándose así la conciencia griega. Grecia, como todos los demás estados balcánicos, adoptaron políticas restrictivas hacia sus minorías tras la segunda guerra de los Balcanes y la amenaza potencial a que Bulgaria pudiese utilizar a los búlgaros de Grecia como quintacolumnistas.Todo ello a pesar de que las dos Guerras de los Balcanes y especialmente después de la Primera Guerra Mundial más de 100.000 búlgaros de la Macedonia griega se fueran a Bulgaria, como parte de la política de intercambio de población entre los dos países.
Durante la década de 1930, surgió una nueva identidad diferente a la griega y a la búlgara: los eslavos macedonios , en griego Σλαβομακεδόνες, si bien ya había aparecido en reducidos círculos intelectuales durante la segunda mitad del siglo XIX y fuera de la región. Esta corriente fue inicialmente apoyada por la OIRM. En 1934 la Internacional Comunista emitió una declaración de apoyo al desarrollo de la nueva identidad macedonia, que fue admitida por el Partido Comunista de Grecia. Durante la década de 1930 bajo el Régimen de Metaxas, el gobierno respaldó la violencia de las bandas nacionalistas contra los macedonios lo que hizo que el pueblo eslavo viera  su oportunidad durante la Segunda Guerra Mundial y la ocupación de Grecia por las fuerzas del Eje.

## Bulgaria en Grecia en la Segunda Guerra Mundial

### Ocupación y Política

Ocupación de Grecia entre 1941 y 1944.

En 1941, la Macedonia griega fue ocupada por las tropas de la Alemania nazi, Italia y búlgaras. Los búlgaros ocuparon Macedonia Oriental y Tracia Occidental, un área de 14,430 kilómetros cuadrados, con 590000 habitantes. La política búlgara era ganar la lealtad de los habitantes eslavos e inculcarles una identidad nacional búlgara. De hecho, algunas de estas personas saludaron a los búlgaros como libertadores, particularmente en Macedonia Oriental y Central, pero la campaña tuvo menos éxito en Macedonia Occidental ocupada por los alemanes. En ese momento, la mayoría de ellos se sentían búlgaros, independientemente de su afiliación ideológica. Sin embargo, en contraste con la población de Región de Vardar Macedonia, una fracción menor de la población eslava colaboró en la parte griega de Macedonia, ya sea en la sección oriental ocupada por los búlgaros o en las zonas ocupadas por los alemanes e italianos. Sin embargo, el expansionismo búlgaro fue mejor recibido en algunos distritos más fronterizos, donde vivían bastantes eslavos pro-búlgaros (en los distritos de Kastoriá, Flórina y Pella).

### Club Militar Búlgaro de Salónica
Durante el mismo año  el Alto Mando alemán aprobó la fundación de un club militar búlgaro en la ciudad de Salónica. Los búlgaros llevaron suministros de alimentos y provisiones para la población de habla eslava de la Macedonia Griega, con el objetivo de ganarse la simpatía de la población local que estaba en las zonas ocupadas por alemanes e italianos. Pronto comenzaron a ganar el apoyo entre la población. En 1942, el club búlgaro solicitó ayuda del Alto Mando para organizar unidades armadas entre los eslavoparlantes del norte de Grecia. Para este propósito, el ejército búlgaro envió algunos oficiales del ejército, bajo la aprobación del Comandante de las fuerzas alemanas en los Balcanes, a las zonas ocupadas por las tropas italianas y alemanas (Macedonia central y occidental de Grecia) para unirse a las fuerzas de ocupación nazis como "oficiales de enlace". Todos los oficiales búlgaros que entraron en servicio eran macedonios que habían emigrado a Bulgaria con sus familias durante las décadas de 1920 y 1930 como parte del Tratado de Neuilly-sur-Seine por el cual 90000 búlgaros emigraron a Bulgaria desde Grecia y 50000 griegos hicieron lo contrario. La mayoría eran miembros de la OIRM y seguidores de Ivan Mihailov. El objetivo de estos oficiales era el de formar milicias eslavas armadas.

### Comité Italo-Búlgaro de Kastoriá
Los destacamentos iniciales se formaron en 1943 en el distrito de Kastoriá por el oficial del ejército búlgaro Andon Kalchev, apoyado por el jefe de las autoridades de ocupación italianas en la zona, el coronel Venieri. Se entregaron armas en las aldeas locales para ayudar a combatir la creciente amenaza comunista que representaba ELAS. El nombre dado a las bandas armadas era 'Ohrana', que en búlgaro se define como 'Seguridad'. Los uniformes les fueron suministrados por los italianos y lucían un parche en los hombros con la inscripción "Comité Italo-Búlgaro - Libertad o Muerte". La unidad de Kastoriá se denominó  el Comité de Macedonia. Las razones de los lugareños para tomar las armas eran el Nacionalismo, otros por convicciones pronazis, para vengarse de las autoridades griegas durante el Régimen de Metaxas y otros para defenderse de los ataques de otros movimientos paramilitares y de resistencia griegos ya que estos últimos los vieron como colaboradores de las fuerzas italianas, búlgaras y alemanas.
Las bandas colaboracionistas búlgaras participaron en misiones de represalia junto con las tropas nazis en la región. En una ocasión, junto con el Séptimo Regimiento de Granaderos Panzer de las SS, fueron responsables de una gran masacre en el pueblo de Kleisoura, cerca de Kastoriá, que costó la vida a 250 mujeres y niños.

### Destacamentos de Édessa y Flórina
Tras el éxito de armar varias aldeas en Kastoriá, Kalchev se dirigió a la zona ocupada por Alemania para  armar aldeas de Édessa. [18] En Edesa, con la ayuda de las autoridades de ocupación alemanas , Kalchev creó la unidad paramilitar de Ohrana. En 1943, Ohrana contaba con unos 3000 miembros con las que organizar una guerra de guerrillas. Como hicieron ya los Komitadjis, persiguieron a la población griega local, incluidos los eslavoparlantes, los aromunes y los pónticos pues eran vistos como un obstáculo para una Macedonia totalmente búlgara. Los principales líderes durante la primera fase de actividad, de 1941 a 1942, en Flórina fueron Tsvetan Mladenov y Andon Kalchev que tenían 600 hombres armados a sus órdenes.

### Actividad de Ohrana
En agosto de 1943 Ohrana recibió el apoyo de Ivan Mihailov que tras abandonar Zagreb se dirigió de incógnito a la sede principal de Sicherheitsdienst en Alemania. Según la información alemana, Mihailov recibió el consentimiento para crear batallones formados por voluntarios armados con armas y municiones alemanas que estarían bajo el mando operativo y la disposición del Reichsführer-SS, Heinrich Himmler. Además, en Sofía se mantuvieron conversaciones entre funcionarios de alto rango de las SS y los miembros del Comité Central de OIRM. A pesar del carácter confidencial de las negociaciones entre Mihailov y el Sicherheitsdienst, el gobierno búlgaro obtuvo cierta información sobre ellos. También la OIRM formó  tres batallones voluntarios en Kastoriá, Flórina y Édessa bajo la denominación de "Batallones de Voluntarios OIRM".
En la primavera de 1944, tras la derrota italiana, fueron los alemanes los que tomaron el papel de Italia reformando y reorganizando las aldeas de Kastoriá, Édessa y Flórina. Los milicianos de Kastoriá y Édessa participaron activamente en las operaciones de barrido antiguerrilla alemanas. En junio de 1944, facciones de OIRM se reunieron con el comandante alemán en Édessa con quien discutieron la formación del cuerpo de voluntarios. Esta reunión estaba dentro del acuerdo alcanzado por Ivan Mihailov y OMRI con Hitler y Himmler. Dicha reunión preveía que estos batallones formarían la vanguardia de todo el esfuerzo militar macedonio en la Macedonia occidental y encabezarían los impulsos y los ataques contra las fuerzas griegas del Ejército Popular de Liberación Nacional (ELAS) y el Frente de Liberación Nacional (EAM). Sin embargo, las bandas guerrilleras de EAM y ELAS pronto obligaron a Ohrana a retirarse y disolver muchos de sus grupos. En un informe del Coronel Mirchev, del 5 de junio de 1944, informó que los combatientes de ELAS tomaron cautiva a la banda local compuesta por 28 milicianos.
En el verano de 1944, Ohrana contaba con  unos 12000 combatientes. Durante 1944, los pueblos eslavoparlantes fueron armados por las autoridades de ocupación para contrarrestar el poder emergente de la resistencia y especialmente del ELAS. También entraron en guerra contra los macedonios eslavos procomunistas. y los comunistas griegos. Una parte de la población eslava, con la ayuda del Partido Comunista Griego organizó SNOF, cuyo objetivo principal era luchar contra las fuerzas de ocupación y los agentes pro-búlgaros de Ohrana persuadiendo a sus miembros para que se unieran a ELAS y luchasen contra la ocupación. Sin embargo, en el verano de 1944, los miembros de la facción macedonia del Partido Comunista de Grecia no pudieron distinguir entre amigos y enemigos en las aldeas eslavas de Macedonia. La participación masiva de la población fue una de las tácticas de Ohrana.
El 21 de agosto de 1944, ELAS atacó la fortaleza de OIRM en Polikerason matando a 20 milicianos y capturando a otros 300 milicianos. En septiembre, dos compañías de OIRM fueron aniquiladas defendiendo Édessa de un ataque de ELAS.

### Disolución de Ohrana
Después del golpe de Estado en Bulgaria y su la declaración de guerra a la Alemania nazi en septiembre, Ivan Mihaylov llegó a Skopje, ocupada por los alemanes, donde los alemanes querían formar un estado títere con el apoyo de Macedonia. Al ver que Alemania había perdido la guerra se negó. Ohrana se disolvió a finales de 1944 después de que sus protectores alemanes y búlgaros se vieran obligados a retirarse de Grecia. En otoño de 1944, Anton Kalchev escapó del norte de Grecia e intentó huir con el ejército alemán en retirada, pero fue capturado en las cercanías de Bitola por partisanos comunistas de Vardar Macedonia y puesto a disposición de ELAS. En Salónica, Kalchev fue juzgado como criminal militar y fue condenado a muerte por las autoridades griegas.
Después de la Segunda Guerra Mundial, el gobierno comunistas búlgaros declaró a la población eslavoparlante de Macedonia (incluida la parte búlgara) como una etnia. La OIRM en Bulgaria fue completamente disuelta y sus miembros junto con otras personas no afines a la Política del país internadas en el campo de trabajo de Bélene. Tito y Gueorgui Dimitrov trabajaron sobre en un proyecto para fusionar los dos países balcánicos de Bulgaria y Yugoslavia en una Federación de Repúblicas Balcánicas. Esto llevó a la cooperación de 1947 y la firma del Acuerdo de Bled. Se estudió la unificación entre Macedonia yugoslava ("Vardar") y la búlgara ("Pirin"), así como la devolución de algunas zonas del sudeste serbio a Bulgaria. También apoyaron a los comunistas griegos y especialmente al Frente de Liberación Nacional eslavo-macedonio en la guerra civil griega con la idea de la unificación de la Macedonia griega y Tracia occidental al nuevo Estado comunista.
Ante esta situación, la sección macedonia del Partido Comunista Griego creó el SNOF y algunos de los antiguos colaboradores se alistaron en la nueva unidad participando al lado del Ejército Democrático Griego. Hasta cierto punto, la colaboración de los campesinos con los alemanes, italianos, búlgaros o ELAS estuvo determinada por la posición geopolítica de cada pueblo. Dependiendo de si su aldea era vulnerable al ataque de la guerrilla comunista griega o de las fuerzas de ocupación, los campesinos optarían por apoyar al lado en relación con el cual eran más vulnerables. En ambos casos, el intento fue prometer "libertad" (autonomía o independencia) a la minoría eslava anteriormente perseguida como un medio para obtener su apoyo.

## Consecuencias
Después de la guerra civil griega, muchas de estas personas fueron expulsadas de Grecia. Aunque la República Popular de Bulgaria en un principio aceptó muy pocos refugiados, la política del gobierno cambió y el gobierno búlgaro buscó activamente a los refugiados etnias macedonias. Se estima que aproximadamente 2.500 niños fueron enviados a Bulgaria y 3.000 partisanos huyeron hacia allí en el período final de la guerra. Hubo un mayor flujo de refugiados a Bulgaria cuando el ejército búlgaro se retiró de la región de Drama-Serres en 1944. Una gran proporción de eslavoparlantes emigraron allí. El "Comité eslavo" en Sofía (en búlgaro: Славянски Комитет) ayudó a traer refugiados que se habían establecido en otras partes del Bloque del Este. Según un informe político de 1962, el número de emigrantes políticos de Grecia ascendía a 6.529. La política de la Bulgaria comunista hacia los refugiados de Grecia no fue, al menos inicialmente, discriminatoria con respecto a su origen étnico: los grecoparlantes y eslavoparlantes fueron categorizados como emigrantes políticos griegos y recibieron el mismo trato por parte de las autoridades estatales. Sin embargo, ciertas instituciones, encargadas de la política nacional, trataron progresivamente de promover cierta selección entre ellas, privilegiando a los hablantes de eslavo, frecuentemente llamados macedonios, y prescribieron medidas especiales para el logro de su " etnia". A diferencia de los otros países del Bloque del Este, no había organizaciones específicas fundadas para tratar temas específicos relacionados con los niños refugiados, esto hizo que muchos cooperaran con la "Asociación de Niños Refugiados de la parte egea de Macedonia", una asociación con sede en el República Socialista de Macedonia. Sin embargo, al final de la década de 1950 y el comienzo de la década de 1960 estuvo marcado por un giro decisivo en la política "macedonista" de Bulgaria, que ya no reconocía la existencia de una etnia macedonia diferente de la búlgara . Como resultado, la tendencia a una política discriminatoria, los refugiados de Grecia, más dirigidos a los eslavoparlantes y menos a los griegos se le dio un cierto aspecto de proselitismo. En 1960, el Partido Comunista Búlgaro votó una resolución especial explicada “con el hecho de que casi todos los macedonios tienen una clara conciencia nacional búlgara y consideran a Bulgaria su patria. Finalmente, muchos de estos inmigrantes fueron asimilados en la sociedad búlgara.